# Быково (Кимрский район)
Быково — деревня в Кимрском районе Тверской области, входит в состав Быковского сельского поселения.

## География
Расположена на берегу реки Медведица в 0,5 км на запад от центра поселения деревни Радомино и в 65 км на северо-запад от города Кимры.

## История
В 1774 году в селе была построена каменная Сретенская церковь с 3 престолами, метрические книги с 1780 года. 
В конце XIX — начале XX века село входило в состав Красновской волости Корчевского уезда Тверской губернии. 
С 1929 года деревня входила в состав Радоминского сельсовета Горицкого района Кимрского округа Московской области, с 1935 года — в составе Калининской области, с 1963 года — в составе Кимрского района, с 1994 года — в составе Быковского сельского округа, с 2005 года — в составе Быковского сельского поселения.

## Население
| 1859 | 1887 | 1997 | 2002 | 2008 | 2010 |
| ---- | ---- | ---- | ---- | ---- | ---- |
| 66   | ↘28  | ↗92  | ↘70  | ↘67  | ↘44  |